# Froissy (La Neuville-lès-Bray)
Froissy un hameau de la commune de La Neuville-lès-Bray, dans le département de la Somme, en région Hauts-de-France.

## Géographie
Le village est situé dans un méandre de la Somme canalisée, à quelques kilomètres au sud de La Neuville-lès-Bray et Bray-sur-Somme. Il est traversé en son milieu par le canal de la Somme. Au sud-est, est située la gare d'un chemin de fer touristique. Froissy est à 13 km d'Albert, 27 de Péronne, 44 d'Amiens, 109 de Lille et 150 de Paris.
Les routes principales du village sont la "route de Roye" (partie de la Route départementale D329), et de la "rue du Port", passant par la rive nord du canal.

## Tourisme
La gare de Froissy est le terminus du "Chemin de fer Froissy-Dompierre", appelé "P'tit train de la Haute Somme", un chemin de fer touristique et historique.  Dans la gare est situé le "Musée des chemins de fer Militaires et Industriels".